# جيمس ليال شارب
جيمس ليال شارب (بالإنجليزية: James  Sharp)‏ هو دبلوماسي بريطاني، ولد في 12 أبريل 1960.